# Euphysa
Euphysa is een geslacht van neteldieren uit de familie van de Corymorphidae.

## Soorten
- Euphysa aurata Forbes, 1848
- Euphysa brevia (Uchida, 1947)
- Euphysa flammea (Hartlaub, 1902)
- Euphysa intermedia (Schuchert, 1996)
- Euphysa japonica (Maas, 1909)
- Euphysa monotentaculata Zamponi, 1983
- Euphysa peregrina (Murbach, 1899)
- Euphysa problematica Schuchert, 1996
- Euphysa ruthae Norenburg & Morse, 1983
- Euphysa scintillans Gershwin, Zeidler & Davie, 2010
- Euphysa tentaculata Linko, 1905
- Euphysa tetrabrachia Bigelow, 1904
- Euphysa vervoorti Brinckmann-Voss & Arai, 1998